# Eimantas Grakauskas
Eimantas Grakauskas (*  1. September 1947 in Kelmė) ist ein litauischer Rechtsanwalt, Agrarrechtler und ehemaliger Politiker.

## Leben
Ab 1974 absolvierte Grakauskas das Studium der Rechtswissenschaften an der Rechtsfakultät der Universität Vilnius. 1985 wurde er in Moskau mit einer Arbeit zum Verwaltungsrecht bei agrar-industriellen Komplexen promoviert.
Von 1997 bis 2006 war er Anwalt und lehrte das Agrarrecht an der Universität Vilnius. Er war Mitautor der ersten landwirtschaftlichen Gesetzesentwürfe.
2006 wurde er wegen Betrugs zu Freiheitsentzug von 18 Monaten verurteilt.